# تنگ بن
تنگ‌بن، روستایی از توابع بخش تشان شهرستان بهبهان در استان خوزستان در ایران است.
این روستا از نظر اداری و دولتی، زیرمجموعه کوی آبلش است و خرید عمدهٔ روزمرهٔ مردم تنگ بن در آبلش انجام می‌گیرد و رابطه نسبی و سببی تنگاتنگی با مردم آبلش دارند.

## جمعیت
این روستا در دهستان تشان شرقی قرار دارد و براساس سرشماری مرکز آمار ایران در سال ۱۳۸۵، جمعیت آن ۴۵ نفر (۹خانوار) بوده‌است.

## نگارخانه

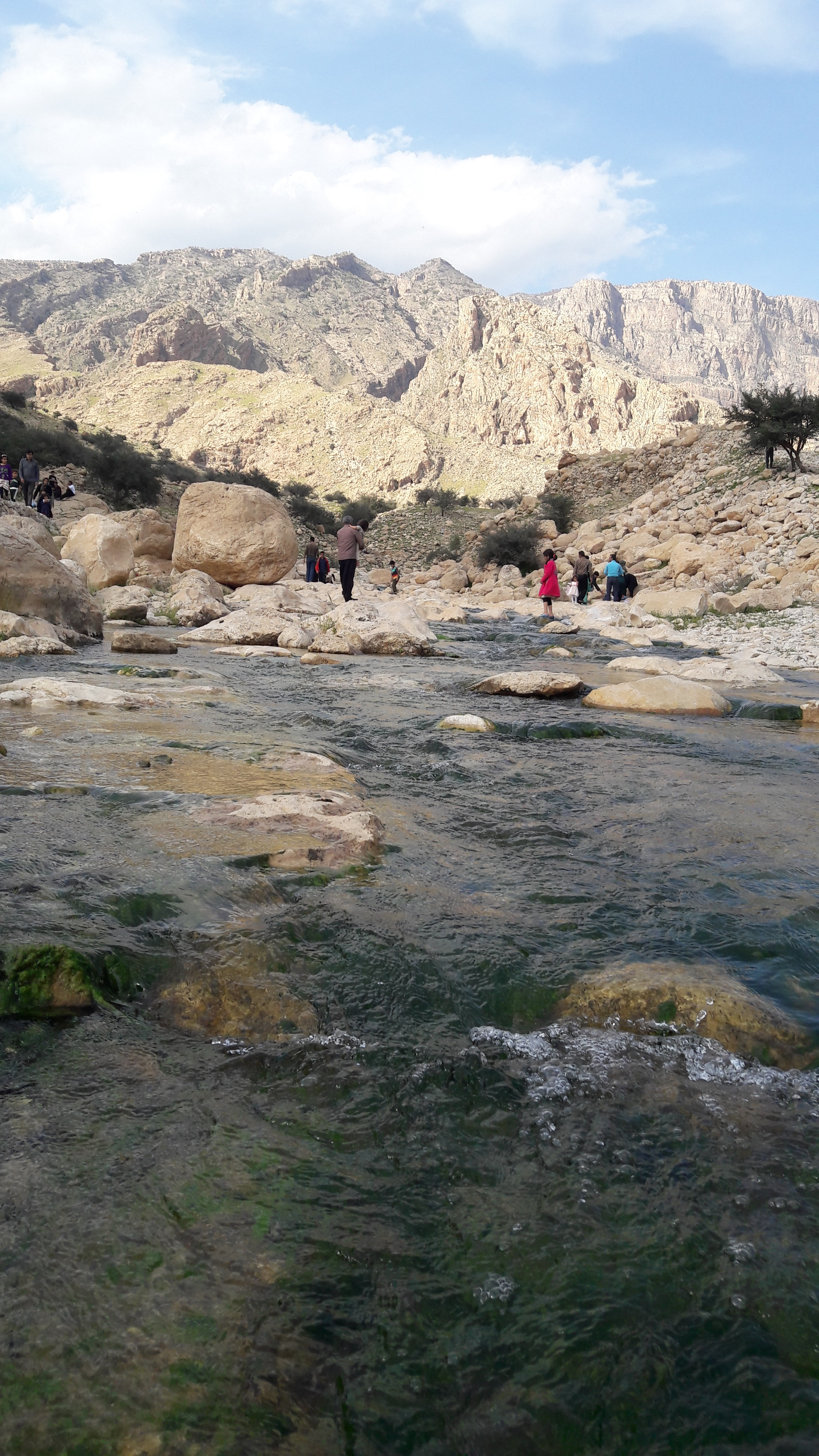
منطقه تفریحی تنگ بن، شهر تشان
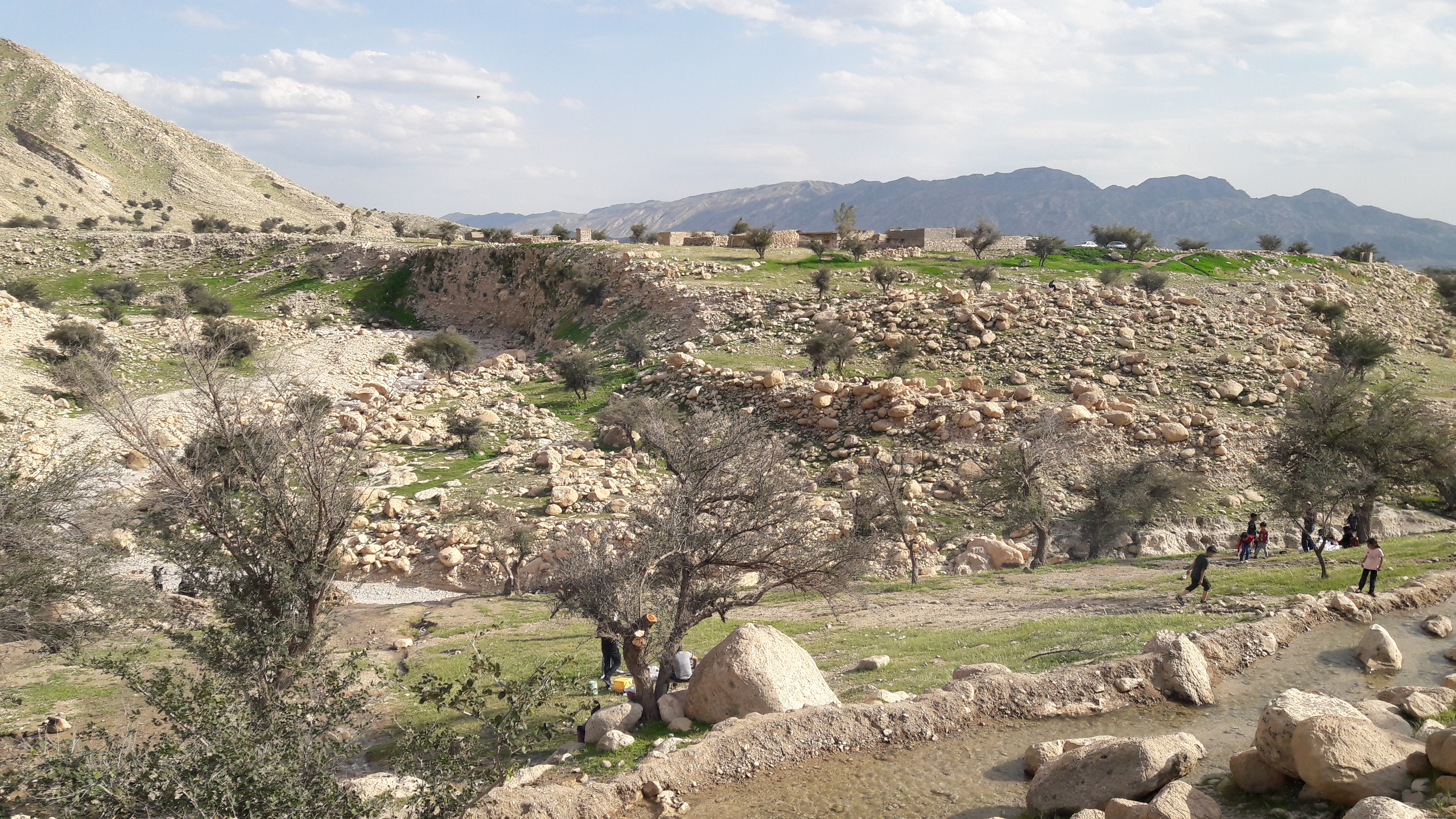
طبیعت تنگ بن در شهر تشان
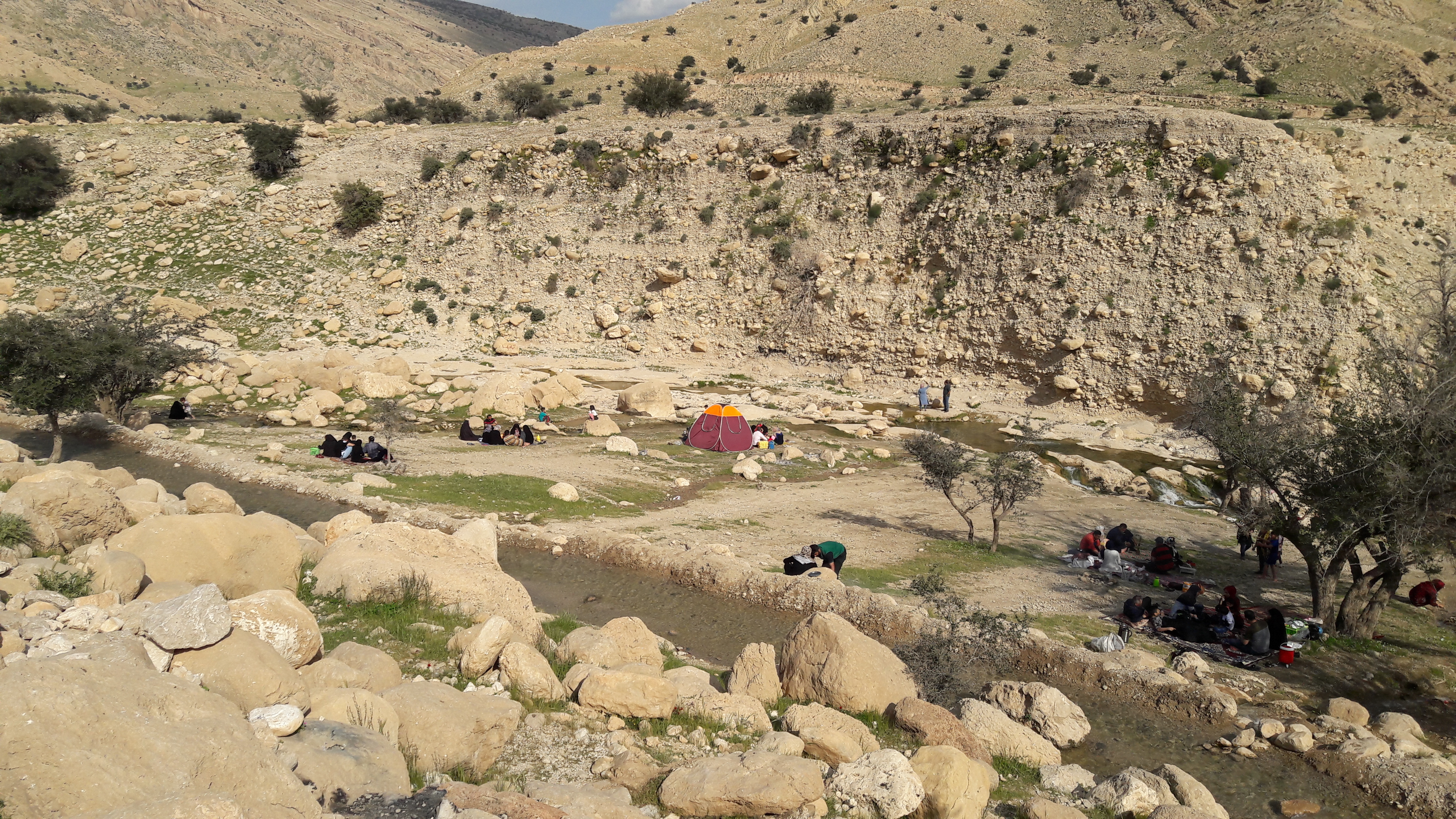
نمای آبشارهای طبیعی تنگ بن در شهر تشان
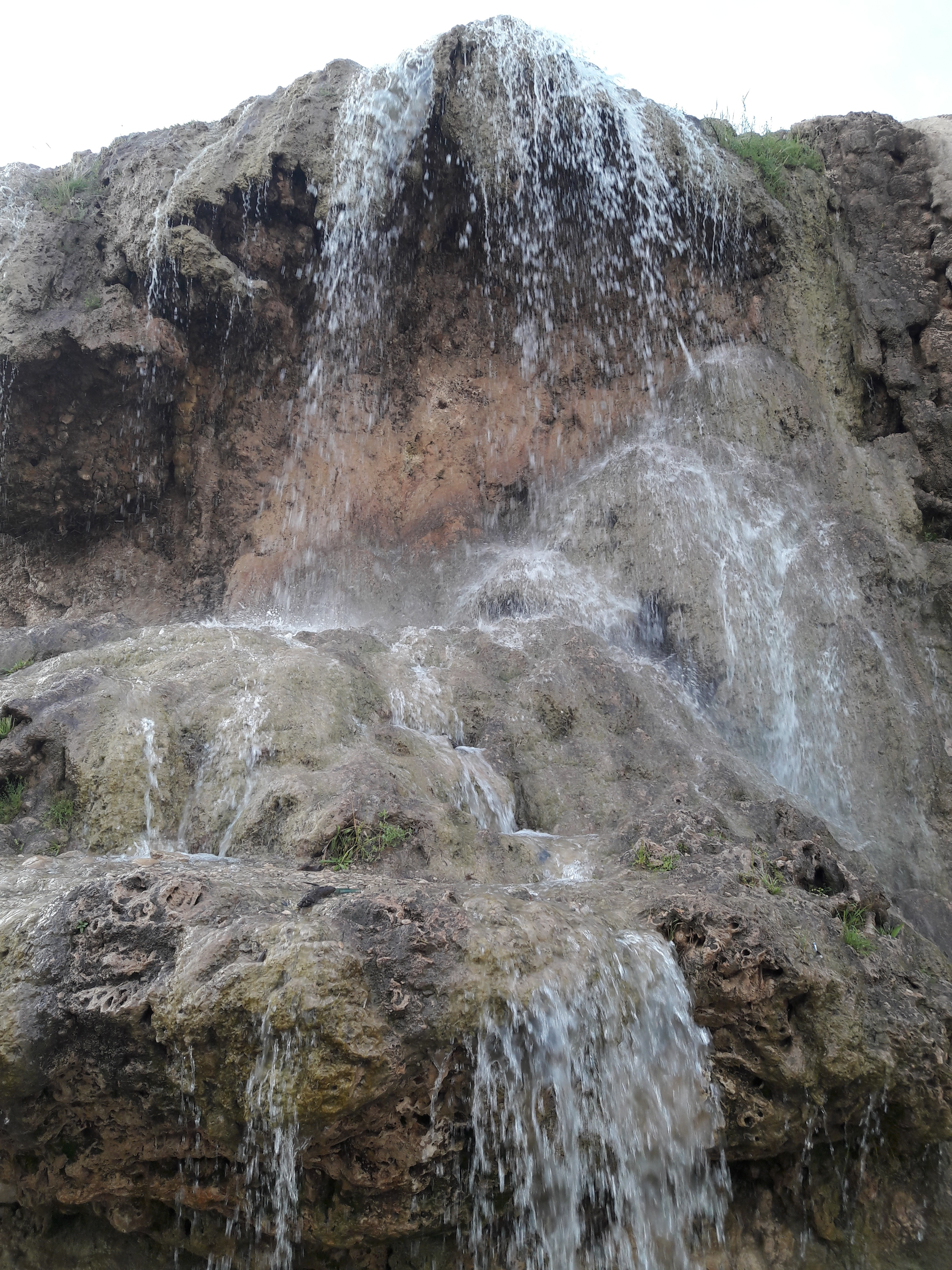
آبشارهای طبیعی تنگ بن، شهر تشان